# Sociedad Deportiva Indautxu
Maillots
La Sociedad Deportiva Indautxu est un club de football espagnol créé en 1924 et basé à Bilbao en Espagne. Le club évolue lors de la saison 2013-2014 en Territorial Preferente de Vizcaya soit le sixième niveau espagnol.

## Historique
Le club est fondé en 1924 et dispute les championnats de Biscaye (une province de la communauté autonome du Pays basque). Le club disparaît en 1929 et renaît en 1940. En 1943, le club accède à la Tercera División, le troisième niveau espagnol. Le club y reste 12 saisons avant d'accéder à la Segunda División en 1955. Les basques y restent également douze saisons (entre 1955 et 1967) avec comme meilleures performances une troisième place en 1957 et en 1959. En 1967, le SD Indautxu termine dernier de son groupe et retourne en Tercera. Le club n'y reste qu'un an avant de revenir en Segunda. Après la saison 1968-1969, conclue par une nouvelle descente en Tercera, le club descend un étage supplémentaire en retournant dans les divisions régionales. Depuis 1970, le club évolue dans les divisions de Bisacye sauf entre 2002 et 2006 où le club évolue en Tercera División, qui est devenu entre-temps le quatrième niveau du football espagnol.

## Bilan saison par saison
| Saison    | Division                       | Place | Copa del Rey    |
| --------- | ------------------------------ | ----- | --------------- |
| 1943-1944 | Tercera División               | 3e    | 3e tour prélim. |
| 1944-1945 | Tercera División               | 4e    |                 |
| 1945-1946 | Tercera División               | 4e    |                 |
| 1946-1947 | Tercera División               | 2e    |                 |
| 1947-1948 | Tercera División               | 9e    |                 |
| 1948-1949 | Tercera División               | 6e    |                 |
| 1949-1950 | Tercera División               | 8e    |                 |
| 1950-1951 | Tercera División               | 5e    |                 |
| 1951-1952 | Tercera División               | 15e   |                 |
| 1952-1953 | Tercera División               | 9e    |                 |
| 1953-1954 | Tercera División               | 9e    |                 |
| 1954-1955 | Tercera División               | 2e    |                 |
| 1955-1956 | Segunda División               | 8e    |                 |
| 1956-1957 | Segunda División               | 3e    |                 |
| 1957-1958 | Segunda División               | 4e    |                 |
| 1958-1959 | Segunda División               | 3e    | 16e de finale   |
| 1959-1960 | Segunda División               | 8e    | 16e de finale   |
| 1960-1961 | Segunda División               | 11e   | 1er tour        |
| 1961-1962 | Segunda División               | 14e   | 1er tour        |
| 1962-1963 | Segunda División               | 9e    | 1er tour        |
| 1963-1964 | Segunda División               | 12e   | 16e de finale   |
| 1964-1965 | Segunda División               | 8e    | 1er tour        |
| 1965-1966 | Segunda División               | 6e    | 16e de finale   |
| 1966-1967 | Segunda División               | 16e   | 1er tour        |
| 1967-1968 | Tercera División               | 1er   |                 |
| 1968-1969 | Segunda División               | 19e   |                 |
| 1969-1970 | Tercera División               | 10e   | 1er tour        |
| 1970-1971 | Regional Preferente de Vizcaya | 15e   |                 |
| 1971-1972 | Regional Preferente de Vizcaya | 20e   |                 |
| 1972-1973 | Primera Regional de Vizcaya    | —     |                 |
| 1973-1974 | Primera Regional de Vizcaya    | —     |                 |
| 1974-1975 | Primera Regional de Vizcaya    | —     |                 |
| 1975-1976 | Primera Regional de Vizcaya    | —     |                 |
| 1976-1977 | Primera Regional de Vizcaya    | —     |                 |
| 1977-1978 | Primera Regional de Vizcaya    | —     |                 |
| 1978-1979 | Primera Regional de Vizcaya    | —     |                 |

| Saison    | Division                          | Place |
| --------- | --------------------------------- | ----- |
| 1979-1980 | Regional Preferente de Vizcaya    | —     |
| 1980-1981 | Regional Preferente de Vizcaya    | —     |
| 1981-1982 | Regional Preferente de Vizcaya    | —     |
| 1982-1983 | Regional Preferente de Vizcaya    | —     |
| 1983-1984 | Regional Preferente de Vizcaya    | —     |
| 1984-1985 | Regional Preferente de Vizcaya    | —     |
| 1985-1986 | Regional Preferente de Vizcaya    | —     |
| 1986-1987 | Regional Preferente de Vizcaya    | —     |
| 1987-1988 | Regional Preferente de Vizcaya    | —     |
| 1988-1989 | Primera Regional de Vizcaya       | —     |
| 1989-1990 | Primera Regional de Vizcaya       | —     |
| 1990-1991 | Primera Regional de Vizcaya       | —     |
| 1991-1992 | Primera Regional de Vizcaya       | —     |
| 1992-1993 | Primera Regional de Vizcaya       | —     |
| 1993-1994 | Primera Regional de Vizcaya       | —     |
| 1994-1995 | Primera Regional de Vizcaya       | —     |
| 1995-1996 | Primera Regional de Vizcaya       | —     |
| 1996-1997 | Primera Regional de Vizcaya       | —     |
| 1997-1998 | Primera Regional de Vizcaya       | —     |
| 1998-1999 | Primera Regional de Vizcaya       | —     |
| 1999-2000 | Primera Regional de Vizcaya       | —     |
| 2000-2001 | Regional Preferente de Vizcaya    | —     |
| 2001-2002 | Regional Preferente de Vizcaya    | —     |
| 2002-2003 | Tercera División                  | 5e    |
| 2003-2004 | Tercera División                  | 9e    |
| 2004-2005 | Tercera División                  | 9e    |
| 2005-2006 | Tercera División                  | 17e   |
| 2006-2007 | División de Honor                 | 17e   |
| 2007-2008 | Territorial Preferente de Vizcaya | 11e   |
| 2008-2009 | Territorial Preferente de Vizcaya | 4e    |
| 2009-2010 | Territorial Preferente de Vizcaya | 1er   |
| 2010-2011 | División de Honor                 | 7e    |
| 2011-2012 | División de Honor                 | 18e   |
| 2012-2013 | Territorial Preferente de Vizcaya |       |
| 2013-2014 | Territorial Preferente de Vizcaya |       |

- 13 saisons en Segunda División
- 14 saisons en Tercera División (D3)
- 6 saisons en Regional Preferente de Vizcaya[2] puis Tercera Division (D4)
- 19 saisons en Primera Regional de Vizcaya puis Regional Preferente et División de Honor (D5)
- 19 saisons en Primera Regional de Vizcaya puis Territorial Preferente (D6)